# Малі Серови
Малі Серо́ви (рос. Малые Серовы) — присілок у складі Слободського району Кіровської області, Росія. Входить до складу Бобінського сільського поселення.
Населення становить 17 осіб (2010, 25 у 2002).
Національний склад станом на 2002 рік — росіяни 92 %.